# Creux du Van

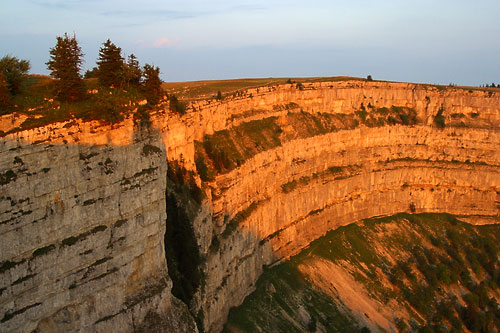
De Creux du Van

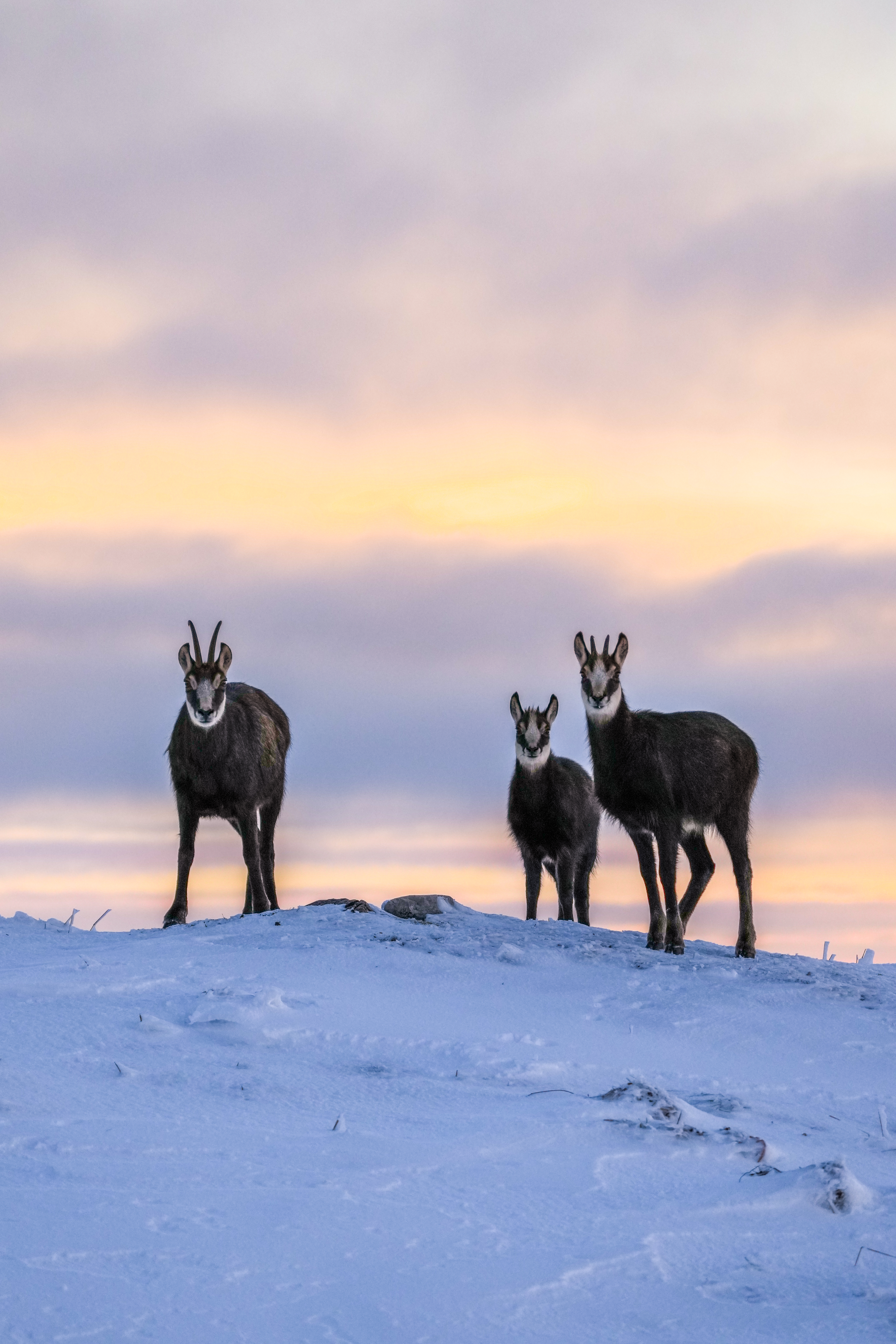
Gemzen op de Creux du Van

De Creux du Van is een keteldal in de Zwitserse Jura in het kanton Neuchâtel in een vallei gekend als de Val de Travers.
Het keteldal ligt meer bepaald in Gorgier op het grondgebied van de gemeente La Grande Béroche in Neuchâtel met de klifwanden grenzend aan de gemeente Provence, gelegen in het kanton Vaud.
De Creux du Van is ongeveer 1200 m breed en 500 m diep. De totale lengte van de rotswanden, die ongeveer 160 meter verticaal aflopen, is ongeveer vier kilometer. Het gebied ligt bij de Mont Soliat (1.464 m) op een hoogte van 1200 tot 1450 m boven zeeniveau. Het is beschermd sinds 1972, ingebed in een natuurreservaat met een oppervlakte van 15,5 km², en maakt deel uit van de Federale Inventaris van Landschappen en Natuurmonumenten van Nationaal Belang.
De ketel is waarschijnlijk ontstaan door erosie na het Würm Glaciaal. De grond is bedekt met morenen en aardverschuivingsmateriaal, waarop dennen- en beukenbomen groeien. In het midden, onder het bovenste onbeboste deel van het bassin, ligt de Fontaine Froide, een bron waarvan het water het hele jaar door gelijkmatig koud is met 4°C.
Steenbokken en gemzen leven op de rotswanden. In 1770 werd de laatste beer geschoten in de omgeving van Creux du Van. In 1974 en 1975 werden een paar lynxen uitgezet. De lynxen werden in het wild gevangen uit de Slowaakse Karpaten.
Het geologisch en botanisch waardevolle gebied is ook een populaire bestemming, die het beste te voet te bereiken is vanuit Noiraigue in de gemeente Val-de-Travers.
Aan de onbeboste bovenrand van het bassin werd een ongeveer twee kilometer lange ongemetselde stenen muur gebouwd, die een minder esthetische gaasomheining verving. De muur is gratis gebouwd door een internationale groep en wordt daarom ook wel de Wall of Friendship genoemd. De stenen muren zijn een belangrijk leefgebied voor kleine dieren.
De regio rond de Creux du Van is dunbevolkt, omdat de grote hoogten voornamelijk uit karstvormen bestaan. Daarom wordt voornamelijk bos- en weidebeheer uitgevoerd. Tijdens een wandeling op het plateau zijn veel zinkgaten, dolines, te zien.

## Panorama

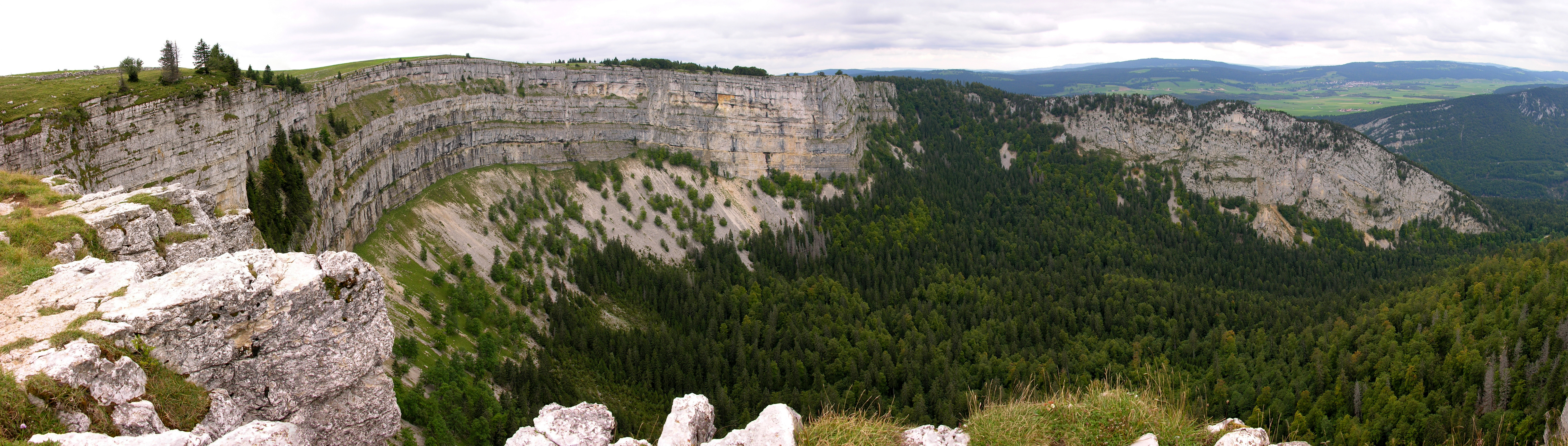
Creux du Van (augustus 2007)